# Lunar Lander

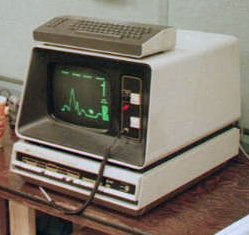
Computer waar Lunar Lander op aanstaat

Lunar Lander is een arcadespel van Atari uit 1979. Lunar Lander maakt gebruik van vectorafbeeldingen en een vectormonitor. Het doel van het spel is om het ruimteschip Lunar veilig te laten op de Maan te laten landen.
Het doel van Lunar Lander is om met het ruimteschip een veilige landing te maken op de Maan. Het terrein is zeer grillig en heeft maar enkele vlakke gebieden die geschikt zijn voor de landing. Deze gebieden zijn aan een felle knipperende kleur te herkennen, de bedoeling is daar wordt geland. Hoe kleiner het gebied waarop succesvol wordt geland, hoe meer punten de landing oplevert. Als de speler met succes landt krijgt hij of zij punten toegekend op basis van de kwaliteit van de landing en de moeilijkheidsgraad van de landingsplaats.
Als het ruimteschip verongelukt worden er geen punten toegekend. In plaats daarvan krijgt de speler een brandstof boete. In beide gevallen begint de speler met een nieuwe ronde in een ander terrein en met de resterende brandstof van de vorige ronde. Het spel is afgelopen wanneer het ruimteschip verongelukt of wanneer deze zonder brandstof komt te zitten. Het ruimteschip wordt aangedreven door retroraketten aan de achterkant welke de speler harder en zachter kan zetten door middel van de pijlen op zijn toetsenbord. Hiermee kan de speler het ruimteschip naar links, rechts of naar boven sturen. Wanneer geen gas wordt gegeven valt het ruimteschip door de zwaartekracht terug naar het maanoppervlak. Elk gebruik van de stuwraketten kost brandstof. Wanneer de brandstof op is reageert het ruimteschip niet meer op de acties van de speler en stort deze te pletter op de maan. De speler kan extra brandstof kopen tijdens het spel door het betalen van munten. De speler kan de moeilijkheid van het spel op elk gewenst moment aanpassen.
De homecomputerversie van Lunar Lander is in 1981 door Adventure International gemaakt, Commodore kwam met het spel Jupiter Lander voor de VIC-20 computer.

## Websites
- A coin-op games & global gaming museum
- Lunar Lander
- Moonlander.eu. Moonlander flash game